# 大平原 (映画)
『大平原』（だいへいげん、原題：Union Pacific）は、1939年制作のアメリカ映画である。セシル・B・デミル監督。
大陸横断鉄道建設を背景に描いた西部劇映画で、1939年の第1回カンヌ国際映画祭でパルム・ドールを受賞した。
1940年のキネマ旬報外国映画ベスト・テン第8位。

## あらすじ
1862年、エイブラハム・リンカーン大統領の命によって、アメリカを東西に結ぶ大陸横断鉄道の建設が始まった。東からユニオン・パシフィック鉄道、西からセントラル・パシフィック鉄道が敷設工事を行ない、また、どちらの会社がより長い線路を敷設できるかも競われた。
だが、財界の大物バロウズは私腹を肥やすために工事を遅らせようと企て、博奕打のキャムポウとその仲間ディックを雇い、酒と女と博奕で工夫を誘惑する。
そこで、ディックの北軍時代の親友ジェフ・バトラーが、工事を再開させるため派遣された。ユニオン側の名物機関士の娘で郵便係のモリーは、男らしいジェフに想いを寄せ、ジェフも彼女を愛していたが、ディックもまたモリーを愛していた。モリーはジェフを想いながらも、彼の危機を救うためディックと結婚することを決める。
だが、工事が佳境に入った矢先、インディアンのスー族の襲撃で列車は脱線・大破してしまう…。

## キャスト
| 役名             | 俳優                       | 日本語吹替                     | 日本語吹替                                                                                |
| 役名             | 俳優                       | NETテレビ版                    | 東京12ch版                                                                                |
| ---------------- | -------------------------- | ------------------------------ | ----------------------------------------------------------------------------------------- |
| モリー・モナハン | バーバラ・スタンウィック   | 小原乃梨子                     | 二階堂有希子                                                                              |
| ジェフ・バトラー | ジョエル・マクリー         | 田中信夫                       | 羽佐間道夫                                                                                |
| フィエスタ       | エイキム・タミロフ         | 雨森雅司                       | 富田耕生                                                                                  |
| ディック・アレン | ロバート・プレストン       | 服部哲治                       | 大木民夫                                                                                  |
| リーチ           | リン・オーバーマン         |                                | 田中康郎                                                                                  |
| キャムポウ       | ブライアン・ドンレヴィ     | 筈見純                         | 北村弘一                                                                                  |
| デューク         | ロバート・バラット         |                                | 西田昭市                                                                                  |
| ジャック         | アンソニー・クイン         | 風祭修一                       |                                                                                           |
| バロウズ         | ヘンリー・コルカー         |                                |                                                                                           |
| サム             | リチャード・レイン         |                                |                                                                                           |
| ダラハイド       | ロン・チェイニー・ジュニア |                                |                                                                                           |
| カルビン夫人     | イヴリン・キース           |                                |                                                                                           |
| 妻               | メアリー・マクラレン       |                                |                                                                                           |
| オリバー         | ウィリアム・ウォーシントン |                                |                                                                                           |
| 不明 その他      |                            |                                | 上田敏也 加藤修 石井敏郎 村越伊知郎 徳丸完 平林尚三 矢田耕司 寺島幹夫 浅井淑子 秋元千賀子 |
|                  |                            |                                |                                                                                           |
| 演出             | 演出                       |                                | 山田悦司                                                                                  |
| 翻訳             | 翻訳                       |                                | 山田実                                                                                    |
| 効果             | 効果                       |                                | 赤塚不二夫                                                                                |
| 調整             | 調整                       |                                | 坂巻四郎                                                                                  |
| 制作             | 制作                       |                                | グロービジョン                                                                            |
| 解説             | 解説                       | 淀川長治                       |                                                                                           |
| 初回放送         | 初回放送                   | 1968年6月16日 『日曜洋画劇場』 | 1978年6月30日 『思い出の名作洋画劇場』                                                    |